# O Jesu Christ, meins Lebens Licht
O Jesu Christ, meins Lebens Licht (Ô Jésus-Christ, lumière de ma vie), (BWV 118), n'est pas une cantate, mais un motet de Jean-Sébastien Bach, qui l'a composé à Leipzig sans doute pour les funérailles d'une personnalité importante de Leipzig, en 1736-1737. L'œuvre est retravaillée par l'ajout de cordes en 1746-1747 qui porte le numéro de catalogue BWV 118b. Le compositeur note sur chaque partition autographe, Motteto. La version avec cordes est la version la plus enregistrée.
Le texte est peut-être de Martin Behm (1608). Le thème du choral est fondé sur l'hymne « Herr Jesu Christ, meins Lebens Licht ». Cette mélodie est basée sur le chant profane « Ich fahr dahin, wann es muß sein ». Ce chant se trouve dans la collection des Lochamer-Liederbuch (de) de Wolflin Lochamer, imprimée à Nuremberg vers 1455. Il a ensuite été associé au « Herr Jesu Christ, wahr Mensch und Gott », avec un autre texte de choral. C'est ce célèbre texte de choral qu'a utilisé Bach, mais pas la mélodie.

## Manuscrits et occasions
Ce motteto « O Jesu Christ, meins Lebens Licht » nous est parvenu sous forme de deux manuscrits autographes. Le premier, est écrit hâtivement vers 1736 ou 1737. Le second est en revanche une copie au propre, plus tardive de dix ans, 1746 ou 1747.
Alors que généralement la musique funèbre, se limitait aux motets a capella parfois accompagné d'un continuo, l'effectif significativement élargi de l’œuvre, suggère qu'elle a pu être composée pour une
personnalité de haut-rang. Si les « lituis » correspondent bien aux cors et selon les habitudes de l’époque, il est possible de penser qu’il s’agissait d’un membre de la noblesse. La première version peut être en relation avec la mort du prince Christian de Saxe-Weissenfels, le 28 juin 1736, qui est le premier protecteur de Bach ; et pour la seconde version, il peut s'agir de son frère et successeur, Johann Adolph II de Saxe-Weissenfels, mort subitement alors qu’il assistait à la messe, le 16 mai 1746.

## Structure et instrumentation
Les deux versions sont pour chœur à quatre voix. L'œuvre est d'un seul tenant. Bach ne note sur la partition que la première strophe du poème, tout en indiquant une barre de reprise dans la seconde version, où l’on peut chanter les autres strophes sur la même musique, la longueur du motet peut donc varier du simple au double (5 min pour la première version). Les deux se distinguent surtout par l'effectif instrumental : vents dans la première, doublant les parties du chœur ; vents, cordes et continuo dans la seconde. Le style archaïsant est « inspiré de la polychoralité instrumentale d'un Dietrich Buxtehude. »
La première version du motet est écrite pour deux « litui » (« dénomination qui, pour nous, reste encore très floue » et qui sont généralement confiés à des trompettes, selon l'usage en bohème, avec des sourdines en bois), cornet à bouquin (doublure de la voix de soprano), trois trombones. Les instruments se bornent à doubler les voix ce qui suggère une probable exécution en extérieur puisqu'« à Leipzig […], il incombait aux jeunes chanteurs de l’école de Saint-Thomas de chanter en procession durant le transport du corps des défunts depuis la maison mortuaire ». Les instruments étant ceux des Stadtpfeifer, les musiciens municipaux.
La deuxième version est écrite pour parties concertants confiées à deux « litui » (aujourd'hui généralement à des trompettes ; mais d'autres solutions sont également possibles, notamment des cornets à bouquin justement requis dans la première version et dont le « timbre se marie idéalement au ton funèbre » de l'œuvre, ou des hautbois, plus convaincants semble-t-il selon Raphaël Pichon), ainsi que des cordes (qui se substituent au cornet et trois trombones de la version antérieure), auxquels Bach ajoute le continuo d'orgue, ainsi qu’ad libitum, hautbois (I/II et taille de hautbois) et un basson, ce qui suggère l'interprétation à l'église. Aux instruments seuls se voient confier un prélude, les ritournelles et le postlude, thématiquement indépendants de la mélodie du cantique.

## Texte
Les quinze strophes de Martin Behm, sont très connues à l'époque. Elles sont tirées d'une nouvelle édition de 1737 du « Livre des cantiques de Leipzig ». Le texte prend la forme d'une prière et « était fréquemment chanté lors des obsèques et des messes commémoratives ». La seconde strophe, est la quatorzième du même cantique, souvent utilisée lors de la reprise dans la seconde version de la partition. Pour la plus ancienne version, seul le premier quatrain est utilisé.
| « O Jesus Christ mein’s Lebens Licht, Mein Hort, mein Trost, mein’ Zuversicht Auf Erde bin ich nur ein Gast Und drückt mich sehr der Sünden Last. Auf deinem Abschied, Herr, ich trau’ darauf mein letzte Heimfahrt bau’. Tu mir die Himmelstür weit auf Wenn ich beschließ mein Lebenslauf. » |  |  | « O Jésus Christ, lumière de ma vie, Mon refuge, ma consolation, mon espoir, Sur Terre je suis seulement un invité Et le poids de mes pêchés pèsent sur moi. Seigneur, je fonde ma foi en tes paroles d’adieu, Sur elles tu guideras mon dernier voyage. Ouvre-moi grand la porte céleste Lorsque ma vie prendra fin. » |

Une autre strophe de Behm est utilisée au sein de cantates titrées toutes deux « Ach Gott, wie manches Herzeleid » BWV 3 (1725) et 58 (1727, no 5 choral ; reprise 1733 ou 1734).

## Discographie
| (no) | date           | chœur, orchestre                                        | chef                | label/ref.                       | note |
| ---- | -------------- | ------------------------------------------------------- | ------------------- | -------------------------------- | --- |
| 1    | 1968           | Chœur Monteverdi de Hambourg, Gustav Leonhardt, orgue   | Jürgen Jürgens      | Teldec                           | (OCLC 1131505474) Seconde version avec vents (sans la reprise) ; avec les cantates BWV 18, 59, 89, 90, 106, 152, 161 et 182.           |
| 2    | avril 1980     | Monteverdi Choir                                        | John Eliot Gardiner | Erato LP ZL 30763 / 2292-45979-2 | (OCLC 255374730) — Intégrale des motets et le choral BWV 50.                                                                           |
| 3    | septembre 1989 | Monteverdi Choir                                        | John Eliot Gardiner | DG/Archiv 429 782-2 / 463 581-2  | (OCLC 44513961) — avec les cantates BWV 106 et 198.                                                                                    |
| 4    | juillet 1997   | Akadêmia, Ensemble La Fenice                            | Françoise Lasserre  | Pierre Verany PV797111 / Arion)  | (BNF 38395648) — Première version (avec cors) ; et des motets de Johan Christoph Pezel, Johann Michael Bach et Johann Bach.            |
| 5    | août 2007      | Choir et orchestre of the Theatre of Early Music        | Daniel Taylor       | RCA 88697290312                  | (OCLC 658448964) — Seconde version (avec trompettes). Dans « The Voice of Bach ».                                                      |
| 6    | 2009           | Akadêmia                                                | Françoise Lasserre  | Zig-Zag Territoires ZZT090502    | (OCLC 762375390) — Seconde version avec trompettes à coulisse, mais sans la reprise ; avec les cantates BWV 12, 78 & 150               |
| 7    | juin 2009      | Bach Collegium Japan                                    | Masaaki Suzuki      | SACD BIS 1841                    | (OCLC 823751718) — Seconde version avec cors (avec la reprise) ; intégrale des motets.                                                 |
| 8    | 2009           | The Amsterdam Baroque                                   | Ton Koopman         | 67 CD Challenge Classics         | (OCLC 567538644) — Première version. Intégrale des cantates. Sur le disque 64, avec les BWV 97, 191 et 197.                            |
| 9    | octobre 2010   | Pygmalion                                               | Raphaël Pichon      | Alpha 170 / 3 CD Alpha 816       | (OCLC 762681152) — Seconde version (avec reprise) où les litui sont incarnés par les hautbois ; avec les Messes brèves BWV 233 et 236. |
| 10   | 2010           | Gächinger Kantorei Stuttgart ; Bach-Collegium Stuttgart | Helmuth Rilling     | vol. 69,2 Hänssler               | Intégrale des motets. |
| 11   | 2011           | Chœur et orchestre Trinity Baroque                      | Julian Wachner      | Musica Omnia                     | (OCLC 906562457) — Seconde version et intégrale des motets.                                                                            |
| 12   | février 2015   | Norwegian Soloists'Choir                                | Grete Pedersen      | SACD BIS 2251                    | (OCLC 1078657737) — intégrale des motets.                                                                                              |
| 13   | janvier 2020   | Collegium Vocale Gent                                   | Philippe Herreweghe | PHI LPH 035                      | (OCLC 1257297212) — Seconde version (avec la reprise) ; avec les cantates BWV 45 et 198.                                               |